# Jターン
Jターンと呼ばれうる運転技術は、2通りある。

Jターン(1)の軌跡

1. バック走行からの意図的な180度スピンターン[1]。要人警護において脅威から逃れるために使われることがある。英語で「J-turn」と表現するのはこの動作である。
2. 通常走行から急激に転回した後停止する動作。車両の操縦性能や耐転覆性能を評価するための項目として用いられることがある[2]。

## 備考
日本語で、大都市に移住したものが生まれ故郷に再移住することを「Uターン」と表現することから派生し、大都市から生まれ故郷近くの地方都市への移住を「Jターン」と表現することがある。この呼び方はアルファベット「U」ならびに「J」の字形を参照するもので、本項に挙げた運転技術とは必ずしも関係ない。「Jターン現象」を参照。